# Vehicle of Spirit
Vehicle of Spirit es un doble DVD en vivo de la banda finlandesa de metal sinfónico Nightwish. Fue publicado el 16 de diciembre de 2016.

## Lista de canciones
Disco 1Wembley Arena, Londres ,Inglaterra
- 01 - «Shudder Before The Beautiful» (6:58)
- 02 - «Yours Is An Empty Hope» (6:47)
- 03 - «Ever Dream» (4:10)
- 04 - «Storytime» (5:42)
- 05 - «My Walden» (5:15)
- 06 - «While your Lips Are Still» Red (5:05)
- 07 - «Élan» (4:27)
- 08 - «Weak Fantasy» (6:19)
- 09 - «7 Days To The Wolves» (7:16)
- 10 - «Alpenglow» (4:56)
- 11 - «The Poet And The Pendulum» (14:00)
- 12 - «Nemo» (4:53)
- 13 - «I Want My Tears Back» (7:13)
- 14 - «Stargazers» (5:11)
- 15 - «Ghost Love Score» (10:36)
- 16 - «Last Ride Of The Day» (4:58)
- 17 - «The Greatest Show On Earth» (22:37)

Disco 2Ratinan Stadion, Tampere, Finlandia
- 01 - «Shudder Before The Beautiful» (7:05)
- 02 - «Yours Is An Empty Hope» (5:41)
- 03 - «Amaranth» (4:24)
- 04 - «She Is My Sin» (5:11)
- 05 - «Dark Chest Of Wonders» (4:36)
- 06 - «My Walden» (5:08)
- 07 - «The Islander» (5:55)
- 08 - «Élan» (4:27)
- 09 - «Weak Fantasy» (6:23)
- 10 - «Storytime» (5:47)
- 11 - «Endless Forms Most Beautiful» (5:10)
- 12 - «Alpenglow» (5:03)
- 13 - «Stargazery» (5:10)
- 14 - «Sleeping Sun» (4:45)
- 15 - «Ghost Love Score» (10:41)
- 16 - «Last Ride Of The Day» (4:54)
- 17 - «The Greatest Show On Earth» (20:55)

Extras
- 01 - «Weak Fantasy» (En vivo Canadá)
- 02 - «Nemo» (En vivo Argentina)
- 03 - «The Poet And The Pendulum» (En vivo México)
- 04 - «Yours Is An Empty Hope» (En vivo Finlandia)
- 05 - «7 Days To The Wolves» (En vivo Finlandia)
- 06 - «Sleeping Sun» (En vivo República Checa)
- 07 - «Sahara» (En vivo Estados Unidos)
- 08 - «Edemah Ruh Acoustic» (En vivo Finlandia)
- 09 - «Last Ride Of The Day» (En vivo Brasil)
- 10 - «Élan» (En vivo Australia)
- 11 - Richard Dawkins Interview

## Gráfica
| Gráfica (2016) | Pico de posición |
| -------------- | ---------------- |
| Francia (SNEP) | 168              |